# بحيرة النطرون

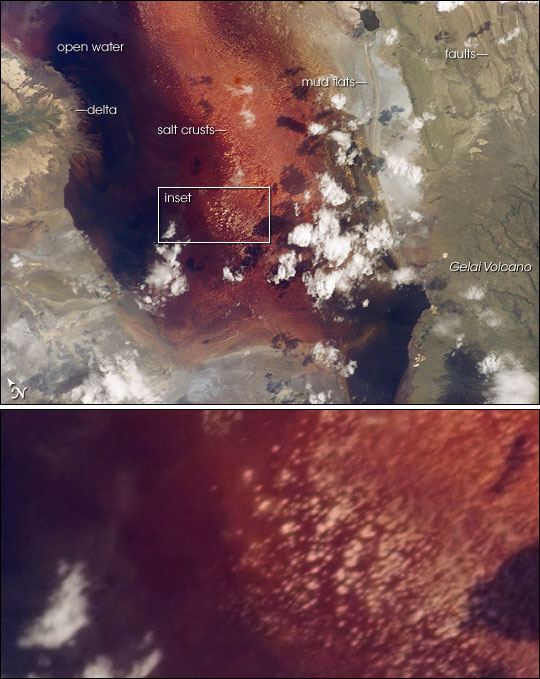
الجزء الجنوبي من البحيرة.

تقع بحيرة النطرون شمال تنزانيا بالقرب من الحدود مع كينيا، تحديداً في الفرع الشرقي من الصدع الشرق أفريقي. وهي بحيرة مالحة تتغذى من نهر إيواسو نغيرو الجنوبي، كما تتغذى من خلال الينابيع الساخنة الغنية بالمعادن. البحيرة ضحلة جداً ولا يزيد عمقها عن 3 متر (9.8 قدم). كما يختلف عرضها حسب مستوى الماء الذي يتغير بسبب مستويات التبخر العالية تاركاً وراءه خليطاً من الأملاح والمعادن تعرف باسم نطرون.
المناطق المحيطة بالبحيرة جافة وهطول الأمطار الموسمية فيها غير منتظم.
تقع البحيرة ضمن حوض النطرون ذو الأراضي الرطبة وهي ذات أهمية دولية بناءً على اتفاقية رامسار. تصل درجة الحرارة في البحيرة إلى 60 °م (140 °ف) ، كما تختلف درجة الحموضة فيها من 9 إلى 10.5 (أي تكون قلوية بنفس درجة الأمونيا).
الماء القلوي في بحيرة النطرون لديه درجة الحموضة العالية مثل 10.5 والتي تعتبر كاوية لذلك يمكن أن يحرق جلد وعيون الحيوانات التي لا تحتمل هذه الدرجة. قلوية المياه تأتي من كربونات الصوديوم والمعادن الأخرى التي تصب في البحيرة من التلال المحيطة بها. ودائع من كربونات الصوديوم - التي كانت تستخدم سابقا في التحنيط المصري - تعتبر أيضا بمثابة نوع من المواد الحافظة لتلك الحيوانات التي تسقط ومن ثم تموت في مياه بحيرة النطرون.
على الرغم من تقارير وسائل الإعلام،فأن الحيوانات لا تتحول ببساطة إلى الحجر وتموت بعد ملامسة مياه البحيرة. المياه القلوية بحيرة النطرون وتدعم نظام بيئي مزدهر من المستنقعات المالحة والأراضي الرطبة والمياه العذبة، طيور النحام والطيور الأراضي الرطبة الأخرى، البلطي والطحالب التي أسراب كبيرة من طيور النحام تغذية. المصور نيك براندت فعلت، ولكن الصور الملتقطة المؤرقة للبحيرة وقتلاه في كتاب بعنوان «عبر دمرتها لاند» (أبرامز كتب، 2013). [صور: بحيرة النطرون يتخلى عن الميت لها]
برانت اكتشف بقايا طيور النحام وغيرها من الحيوانات مع طباشيري الودائع كربونات الصوديوم توجز جثثهم في الإغاثة حادة. «I بشكل غير متوقع وجدت المخلوقات - جميع أنواع الطيور والخفافيش - جرفتها الأمواج على طول الخط الساحلي من بحيرة النطرون»، وكتب براندت في كتابه. «لا أحد يعرف على وجه اليقين بالضبط كيف يموت، ولكن... الماء لديه الصودا عالية للغاية ومحتوى الملح، وارتفاع بحيث تجريد الحبر خارج بلدي صناديق فيلم كوداك في غضون ثوان قليلة».
«أخذت هذه المخلوقات كما وجدت لهم على الشاطئ، ثم وضعت لهم في» الحي «المواقف، إعادتهم إلى» الحياة «، كما أنها كانت،» برانت كتب، في إشارة إلى الطريقة التي أعادت الحيوانات. «مجدد، على قيد الحياة مرة أخرى في الموت».

## زيارة المنطقة
هناك عدد من المخيمات بالقرب من البحيرة، إذ تعتبر أيضاً قاعدة لتسلق جبل أولدوينيو لنغاي.

## روابط خارجية
- LakeNet Profile
- أنقذوا النحام الأفريقي
- مقال NBC عن صور نيك برانت للحيوانات المتحجرة في بحيرة النطرون